# Куликово (деревня, Архангельская область)
Куликово — деревня в Красноборском районе Архангельской области. Входит в состав Куликовского сельского поселения.

## География
Находится в юго-восточной части Архангельской области на расстоянии менее 1 км на восток по прямой от административного центра поселения поселка Куликово на правом берегу реки Уфтюга.

## История
В 1859 году здесь (деревня Сольвычегодского уезда Вологодской губернии) было учтено 15 дворов.

## Население
Численность населения: 101 человек (1859 год), 40 (русские 95 %) в 2002 году, 22 в 2010.